# Liste der Träger des Verdienstordens des Landes Rheinland-Pfalz/2009
Im Jahr 2000 wurden folgende Personen mit dem Verdienstorden des Landes Rheinland-Pfalz geehrt:
| Ordensträger       | Lebensdaten  | Wohnort                    | Wirken                                                               |
| ------------------ | ------------ | -------------------------- | -------------------------------------------------------------------- |
| Karl Adams         | * 1932       | Neustadt an der Weinstraße | Agrarwissenschaftler und Önologe                                     |
| Helmut Fahlbusch   |              | Mainz                      |                                                                      |
| Otmar Fischer      | 1934–2022    | Weisenheim am Berg         | protestantischer Pfarrer, Mundartdichter und Kommunalpolitiker (SPD) |
| Karl Otto Götz     | 1914–2017    | Niederbreitbach            | Maler und Lyriker                                                    |
| Rissa              | * 1938       | Niederbreitbach            | bürgerlich Karin Götz, Künstlerin                                    |
| Hans-Georg Meyer   |              | Ingelheim am Rhein         |                                                                      |
| Peter Molt         | * 1929       | Bad Honnef                 | Historiker und Politikwissenschaftler                                |
| Marianne Münz      |              | Bad Kreuznach              |                                                                      |
| Daweli Reinhardt   | 1932–2016    | Koblenz                    | Gitarrist und Komponist des Gypsy-Jazz                               |
| Horst-Dieter Spitz | 1937/38–2013 | Gommersheim                | Funktionär der Pfalzwerke, Lehrbeauftragter an der TU Kaiserslautern |
| Elisabeth Zeller   |              | Dörsdorf                   |                                                                      |